# Dennis Vos
Dennis Vos (* 28. November 2001 in Geldrop) ist ein niederländischer Fußballspieler, der aktuell beim FC Emmen unter Vertrag steht.

## Karriere

### Verein
Vos begann seine fußballerische Ausbildung bei der RKSV Nuenen, ehe er 2010 in die Jugendakademie der PSV Eindhoven wechselte. 2017/18 spielte er bereits insgesamt zehnmal für die B-Junioren und gewann am Ende der Saison die U17-Meisterschaft. 2018/19 war er bereits bei den A-Junioren gesetzt und spielte außerdem in der Youth League. In der Folgesaison spielte er weiterhin für die U19 und stand einmal für Jong PSV im Kader. Am 29. August 2020 (1. Spieltag) debütierte er für diese bei einer 1:6-Niederlage gegen Excelsior Rotterdam. Sein erstes Tor schoss er am 23. Oktober 2020 (9. Spieltag), als er gegen die BV De Graafschap den einzigen Treffer erzielte. Die Saison über etablierte er sich als Stammspieler in der eersten Divisie.

### Nationalmannschaft
Vos spielte bislang für drei Nachwuchsabteilungen Belgiens, spielte jedoch nie ein großes Turnier.

## Erfolge
- Niederländischer U17-Meister: 2018